# Maldane marsupialis
Maldane marsupialis är en ringmaskart som beskrevs av Grube 1878. Maldane marsupialis ingår i släktet Maldane och familjen Maldanidae. Inga underarter finns listade i Catalogue of Life.